# Идзуми (провинция)

Провинция Идзуми на 1868 год (выделена красным)

Провинция Идзуми (яп. 和泉国 — идзуми но Куни, «страна Идзуми»; 泉州 — сэнсю, «провинция Идзуми») — историческая провинция Японии в регионе Кинки на острове Хонсю. Соответствует юго-западной части префектуры Осака.
Провинция Идзуми была основана в 716 году, в результате разделения провинции Кавати. В 740 году Идзуми был включён в состав последней, а в 757 году — повторно выделена в административную единицу. Центр провинции Идзуми находился на территории современного одноимённого города Идзуми.
Поскольку провинция была расположена на важном торговом морском пути, который связывал Западную Японию со столицей, Идзуми постоянно находилась в руках наиболее влиятельных японских правителей. На протяжении 13-14 столетия ею управлял род Ходзё, представители которого были фактическими правителями Камакурского сёгуната. С конца XIV по XVI век провинцию контролировал регентский род Хосокава.
В XV-XVI веках центром провинции Идзуми стал одно из крупнейших торговых городов Японии того времени — мито Сакаи. Христианские миссионеры называли его «Восточной Венецией».
В течение периода Эдо (1603—1867) на землях Идзуми существовало два княжества (Кисивада-хан и Хатака-хан), вассалы сёгуната Токугава. Кисивада-хан управлялся родами Коидэ, Мацудайра и Окабэ, а Хатака-хан — родом Ватанабэ.
В 1871 году в результате административной реформы, провинция Идзуми была преобразована в префектуру Сакаи, которая впоследствии была интегрирована в префектуру Осака.

## Уезды провинции Идзуми
- Идзуми 和泉郡
- Отори 大鸟郡
- Хинэ 日根郡